# مزرعة غلام حسين خان معصومي (فسارود)
مزرعة غلام حسين خان معصومي (بالإنجليزية: Mazraeh-ye Gholam Hoseyn Khan Masumi)‏ هي منطقة سكنية تقع في إيران في فارس. يقدر عدد سكانها بـ 17 نسمة .